# Национални паркове в Танзания
Защитените територии в Танзания са изключително разнообразни както по отношение на статута си, така и по отношение на релеф, климат, флора и фауна. За тях се грижи организацията „Национални паркове на Танзания“, която е наследник на създадената през 1959 г. в Танганика организация TANAPA, а първата територия, обявена за Национален парк в страната е Серенгети. Опазването на флората и фауната в защитените местности се регулира от Закона за опазване на дивата природа от 1974 г., който позволява на правителството да създава защитени територии и конкретизира правилата, по които те трябва да бъдат организирани и управлявани. До февруари 2008 г. броят на Националните паркове нараства на 16, а територията, обхваната от тях е 46 348 km². В близко бъдеще предстои разширяване на териториите на някои от съществуващите паркове. Шестнадесетте национални парка, много от които са в основата на доста по-големи защитени екосистеми, имат за цел да запазят богатото природно наследство на страната, да гарантират безопасни и сигурни места за размножаване на дивите животни и птици, както и да ги опазват от растящата човешка популация. Съществуващата система от паркове и резервати опазва биологичното разнообразие в световен аспект и коригира природния баланс, нарушаван от обезлесяването и развитието на селското стопанство и благоустройството. Предстои повишаване на статута на традиционните коридори за миграция, както и на терени, свързващи защитените територии, с оглед улесняване придвижването на дивите животни. Танзания е поставила почти 1/3 от територията си под различни форми на официална защита.
| Име                                       | Статут                                                                                     | Местонахождение | Година на създаване | Площ, km² | Флора | Фауна | Изображение |
| ----------------------------------------- | ------------------------------------------------------------------------------------------ | --- | ------------------- | --------- | --- | --- | ----------- |
| Аруша (Arusha)                            | Национален парк                                                                            | Северна Танзания, регион Аруша – обхваща планината Меру, кратера Нгурдото, езерата Момела                                                                                     | 1960                | 552       | Гъсти джунгли, блатни растения, ливади, езера, алпийски планински скали | Най-голяма концентрация на жирафи в света.Слон, бивол, хипопотам, леопард, хиена, антилопа, брадавичеста свиня, маймуни, гъска, чапла, кълвач, птица-секретар                                                                              |             |
| Гомбе, Гомбе Стрийм (Gombe, Gombe Stream) | Национален парк                                                                            | Регион Кигома. Северния бряг на езерото Танганайка, 16 km на север от гр. Кигома                                                                                              | 1968                | 52        | 13 речни долини, обрасли с тропически гори, пасища, алпийски бамбук, пясъчен плаж. | голямо количесто шимпанзета, зелен павиан, няколко вида маймуни колобуси, морски орли, червеноуха астрилда, над 200 вида птици |             |
| Джозани Чвака (Jozani Chwaka)             | Национален парк                                                                            | Островите Занзибар и Пемба | 2004                | 55        | 100 дървесни вида, гори, пасища, кокосови палми, мангрови дървета, блатна растителност. | Ендемични – червен колобус, занзибарски дукер, 217 вида птици |             |
| Катави (Katavi)                           | Национален парк                                                                            | Югозападна Танзания, регион Руква, на изток от езерото Танганайка. Река Катума, езерата Катави и Чада                                                                         | 1974                | 4471      | Джунгли, безкрайни равни пасища, смесени гори, малки езера, заблатени влажни зони, крайречна растителност, водопади. | Една от най-големите популации на хипопотами и крокодили, 4000 слона, 1000 бивола, лъв, петниста хиена, жираф, зебра, импала, конска антилопа, воден козел пуку, хиеново куче, водолюбиви птици, над 400 вида птици                        |             |
| Килиманджаро (Kilimanjaro)                | Национален парк (Включен в Списъка на световното културно и природно наследство на ЮНЕСКО) | Североизточна Танзания на границата с Кения. Най-високата планина в Африка.                                                                                                   | 1987                | 1668      | 5 растителни зони – савана, подпланински гори, буйни планински гори, алпийски мочурища, алпийска пустиня. 2500 вида планински растения, 130 вида дървета, 170 вида храсти, 140 вида епифити, 140 вида лиани.                          | 140 вида бозайници, 7 вида примати, 25 вида хищници, 25 вида антилопи, 24 вида прилепи, 179 вида високопланински птици. Изобилие от гризачи и насекомоядни. Слон, леопард, кафърски бивол.                                                 |             |
| Китуло (плато) (Kitulo Plateau)           | Национален парк                                                                            | Югозападна Танзания, регион Иринга. Разположен между върховете Кипенгере, Порото и планината Ливингстън                                                                       | 2005                | 413       | Изключително голямо разнообразие на растителни видове, 350 вида висши растения, 45 разновидности на орхидеи, алое, здравец, гигантски лобелии, лилии. 30 еднемични вида. Големи планински пасища                                      | Няколко вида планински антилопи, маймуни, редки видове дропли, колония от сини лястовици, ендемични видове пеперуди, хамелеони, гущери и жаби.                                                                                             |             |
| Маняра (езеро) (Lake Manyara)             | Национален парк и биосферен резерват                                                       | Северна Танзания, регион Аруша – езерото Маняра и западния му бряг | 1960                | 325       | Езеро (200 km²), джунгла, храстови съобщества, савана. | слон, кафърски бивол, катерещ се лъв, носорог, жираф, хипопотам, гну, импала, зебра, мангуста, малко фламинго, розово фламинго, розов пеликан, жълтоклюн щъркел, сива чапла, варан, кобра, над 400 вида птици                              |             |
| Махале (планина) (Mahale Mountains)       | Национален парк                                                                            | Западна Танзания, регион Кигоме. Разположен на източния бряг на езерото Танганайка, като включва и част от водите на езерото.                                                 | 1985                | 1613      | Над 550 вида растения, гъсти джунгли, тревисти растения, алпийски бамбук. | Най-голямата популация от шимпанзета в света, червен колобус, синя маймуна, слон, хипопотам, жираф, кафърски бивол, леопард, 250 вида риби, голяма част ендемични.                                                                         |             |
| Микуми (Mikumi)                           | Национален парк                                                                            | Източна Танзания, регион Морогоро, на юг от гр. Морогоро. Пресича се от пътя Дар ес Салам – Иринга.                                                                           | 1964                | 3230      | Северозападната част – савана, осеяна с акация, баобаб, тамаринд и някои редки палмови дървета. Югоизточната част е по-бедна и по-трудно достъпна.                                                                                    | Слон, лъв, хипопотам, жираф, зебра, импала, антилопа кана, голямо куду, саблерога антилопа, гну, термити. Над 400 вида птици, голяма част от които водолюбиви.                                                                             |             |
| Мкомази (Mkomazi)                         | Национален парк                                                                            | Североизточна Танзания, регион Танга, между Килиманджаро и Танга. На север граничи с парка Цаво в Кения.                                                                      | 1951                | 3245      | Гора, трънливи храсти и дървета, полу-суха савана. | Големи стада от жирафи, антилопи, зебри, биволи и слонове. Убежище на застрашените черен носорог и африканско диво куче. Няколко вида орикс, които почти липсват в други части на Африка. Над 450 вида птици.                              |             |
| Руаха (Ruaha)                             | Национален парк                                                                            | Централна Танзания, региони Иринга и Мбея. Оттук протича великата река Руаха.                                                                                                 | 1964                | 10300     | 1650 вида растения. Високи гори, баобаб, дебели плътни непроницаеми храсталаци, на изток – тревни съобщества. Скалисти хълмове, „пясъчни“ реки.                                                                                       | Най-голямата популация от слонове и голямо куду в Източна Африка. 80 вида животни, 529 вида птици, 38 вида риби. Лъв, гепард, леопард, различни видове антилопи, импала, хиена, африканско диво куче. Мухата цеце.                         |             |
| Рубондо (остров) (Rubondo Island)         | Национален парк                                                                            | Един голям и 9 малки острова в югозападната част на езерото Виктория. Попада в регион Кагера.                                                                                 | 1977                | 457       | 90% е девствена гора, останалото – открити пасища, самотни пясъчни плажове. Тамаринд, диви палми, смокини, явор, див жасмин, бамбук, 40 вида орхидеи.                                                                                 | Слон, жираф, крокодил, хипопотам, различни видове маймуни, антилопи, дива котка, мангуста, петнистогърла видра, нилски костур, сив папагал, чапла, щъркел, синьо рибарче.                                                                  |             |
| Саадани (Saadani)                         | Национален парк                                                                            | Източна Танзания, регион Пвани, на брега на Индийския океан. Единствената защитена територия, граничеща с океана.                                                             | 2005                | 1100      | Голямо ботаническо разнообразие, крайбрежни гори, храстови растения, савана с разпръснати палмови дървета, пасища. Големи площи, покрити с акация.                                                                                    | 30 вида бозайници, стада от до 30 слона, лъв, жираф, бивол, хипопотам, крокодил, африкански глиган, леопард, примати, антилопа, гну, петниста хиена, чакал, зелена морска костенурка, фламинго, морски и речни птици, гърбат кит, делфин.  |             |
| Серенгети (Serengeti)                     | Национален парк (Включен в Списъка на световното културно и природно наследство на ЮНЕСКО) | Северна Танзания, на границата с Кения, езерото Виктория и кратерът Нгоронгоро. Обхваща части от регионите Аруша, Мара, Шинянга и Маняра. Най-старият и най-популярният парк. | 1940                | 14763     | Савана, залесени хълмове, крайречни гори, големи акациеви и смокинови гори. | 1 милион гну, 300 хил. газели на Томсън, 200 хил. зебри, хиляди различни видове антилопи, големи стада биволи, малки групи от слонове и жирафи, висока концентрация на гепарди, лъвове, леопарди, 500 вида птици, 100 вида торни бръмбари. |             |
| Тарангире (Таранжир) (Tarangire)          | Национален парк                                                                            | Северна Танзания, на 120 km западно от гр. Аруша, южно от езерото Маняра. | 1970                | 2850      | Заливни равнини, крайречни гори, речни и саванни пасища, ливади, савана, блата с целогодишно зелена растителност. Райони с гъсти храсти и високи треви, огромни стари баобаби и акации                                                | Най-голяма концентрация на диви животни извън Серенгети. Зона с най-голямо разнообразие на птици през размножителния период в света. Стада от по 300 слона, гну, зебра, бивол, импала, газела, антилопа, орикс, 550 вида птици.            |             |
| Удзунгва (планини) (Udzungwa Mountains)   | Национален парк                                                                            | Централна Танзания, регион Иринга. Част от планинската верига, започваща от хълмовете Таита в Кения и достигаща до пролома Макамбако в Танзания.                              | 1994                | 1990      | Екорайон със световно значение. Девствени тропически дъждовни гори на голяма надморска височина, суха саванна растителност. Висока концентрация на ендемични видове в източната част на планината. 30-метрови дървета, мъхове, лишеи. | Висока концентрация на ендемични видове. 30 – 40% от видовото разнообразие на животни в Танзания. Над 400 вида птици. 6 вида примати, слон, бивол, лъв, леопард, глиган, язовец, цивета, катерица, горска яребица, зеленоглава авлига.     |             |

Карта на Google map
- Сателитна карта на Танзания с местонахождението на Националните паркове Архив на оригинала от 2011-01-03 в Wayback Machine.